# Микола Сказбуш
Мико́ла Ска́збуш (справжнє ім’я Микола Йосипович Акулов, рос. Николай Сказбуш, Николай Иосифович Акулов; * 30 листопада 1903, Харків,— † 25 травня 1989, там само) — радянський російськомовний письменник України. 

## Біографічні відомості
Народився в родині інженера. Навчався в Харківському Інституті народної освіти. Працював у пресі.
В роки Великої Вітчизняної війни вчителював в Оренбурзькій області.
Почав друкуватися з 1922 року. Писав (особливо спочатку) переважно для дітей і підлітків: «Повість про Петька Рубана» (1934), «Сьомий урок, або Викрадення саламандри» (1961), «Льошка Жилов» (1961). Його «дорослі» твори присвячені передреволюційним подіям, освітленим з точки зору офіційної радянської історіографії: повість «Сім’я Бережних» (1949), роман «Робітничий народ» (1955), напівдетективна повість про події 1905 року «Суддя» (1962). Роман «Золотий перстень» (1965) трактує про моральну відповідальність науковців за їхні видкриття.
Також виступав із статтями в журналі «Кіно», був співавтором сценарію дитячого фільму «Сенька з „Мімози“» (1933). 
Був членом Спілки письменників України з 1934 року.

## Нагороди
- Медалі.

- Почесна грамота Президії Верховної Ради УРСР.

## Фільмографія
Сценарист:
- «Сенька з „Мімози“» (1933, у співавт. з О. Маслюковим)